# Ochthebius batesoni
Ochthebius batesoni är en skalbaggsart som beskrevs av Blair 1933. Ochthebius batesoni ingår i släktet Ochthebius och familjen vattenbrynsbaggar. Inga underarter finns listade i Catalogue of Life.